# Молодцов Володимир Олександрович
Молодцов Володимир Олександрович (підпільний псевд. — Бадаєв; 5 червня 1911–12 липня 1942) — командир розвідувально-диверсійного загону в Одесі в роки німецько-радянської війни, капітан державної безпеки. Герой Радянського Союзу (1944, посмертно).

## Життєпис
Народився в селищі Сасово (нині місто Рязанської області, РФ). Працював на шахтах на території нинішньої Тульської області. З 1933 навчався в Москві. служив у НКВС. У роки німецько-радянської війни 1941–45 в окупованій румунами Одесі очолював розвідувально-диверсійний загін, який діяв в Одеських катакомбах і в районі сіл Нерубайське, Усатове, Великий Дальник (нині ці села новоствореного Одеського району Одеської обл.)
Загін поділявся на підземну (діяла в катакомбах) і міську групи. Підривники знищили кілька складів, висадили в повітря греблю Хаджибейського лиману, міську комендатуру Одеси, залізничний ешелон, вбили понад 400 румунських і німецьких солдатів та офіцерів. У лютому 1942 з групою бійців, був схоплений окупантами і після тортур розстріляний в Одесі. Місце поховання невідоме.